# Українські народні інструменти
Украї́нські наро́дні музичні інструме́нти — музичні інструменти українського народу, один із проявів його культури. Музичний інструментарій України вельми багатий і різноманітний та включає широкий ряд духових, струнних та ударних інструментів.
Значна частина українських народних музичних інструментів сягає часів Русі. Водночас на конструкції музичних інструментів України, їхньому строї і навіть у назвах позначилися взаємозв'язок і взаємовплив культур різних народів. Деякі інструменті (наприклад, скрипка) прийнялися на українському ґрунті пізніше, проте набули своїх виконавських традицій і особливостей.
З радянських часів гру на народних музичних інструментах вивчають у спеціалізованих навчальних закладах України, зокрема в консерваторіях, університеті культури. Колекції інструментів представлені в Музеї історії музичних інструментів «БарабанЗА», Музеї Івана Гончара, музеї театрального, музичного та кіно-мистецтва України в Києві, інших музеях. Нижче подається список українських народних інструментів.

## Духові
- Трембіта — Горнбостель-Закс номер 423.121.12
- Сопілка — Горнбостель-Закс номер 421.111.12
- Вільшанка — Горнбостель-Закс номер 422.211.2
- Волинка — Горнбостель-Закс номер 421.22.62
- Денцівка — Горнбостель-Закс номер 421.221.12
- Дідик — Горнбостель-Закс номер 422.211.2
- Джоломіґа, дводенцівка — Горнбостель-Закс номер 421.221.12
- Дуда, коза — Горнбостель-Закс номер 421.22.62
- Жалійка — Горнбостель-Закс номер 422.211.2
- Зозуля, свищик, окарина — Горнбостель-Закс номер 421.221.422
- Зубівка — Горнбостель-Закс номер 421.111.1

- Козацька труба
- Коса дудка — Горнбостель-Закс номер 421.111.12
- Кувиці — Горнбостель-Закс номер 421.112.12
- Лігава — Горнбостель-Закс номер 423.111.12
- Най — Горнбостель-Закс номер 421.112.11
- Орган — Горнбостель-Закс номер 421.222.11+421.222.3+412.1
- Півтораденцівка — Горнбостель-Закс номер 421.221.12
- Позитив
- Поморт — Горнбостель-Закс номер 422.112
- Ребро — Горнбостель-Закс номер 421.112.2
- Реґал
- Ріг — Горнбостель-Закс номер 423.121.12
- Ріжок — Горнбостель-Закс номер 422.211.2
- Сурма — Горнбостель-Закс номер 422.112
- Свиріль — Горнбостель-Закс номер 421.112.2
- Скосівка
- Скигля — Горнбостель-Закс номер 422.211.2
- Скісна дудка
- Тараґот — Горнбостель-Закс номер 422.212
- Тилинка, Теленка — Горнбостель-Закс номер 421.111.11
- Трембіта — Горнбостель-Закс номер 423.121.12
- Тромбон, пузан — Горнбостель-Закс номер 423.22
- Труба — Горнбостель-Закс номер 423.121.12
- Фісгармонія — Горнбостель-Закс номер 412.132
- Флояра — Горнбостель-Закс номер 421.111.12
- Фрілка — Горнбостель-Закс номер 421.111.12
- Фруканка
- Шипош
- Шоломія — Горнбостель-Закс номер 422.112
- Шторт — Горнбостель-Закс номер 422.22

## Струнні
- Альт — Горнбостель-Закс номер 321.322-71
- Арфа — Горнбостель-Закс номер 322–5
- Архилютня — Горнбостель-Закс номер 321.321-5
- Бандура — Горнбостель-Закс номер 321.321-5
- Басоля — Горнбостель-Закс номер 321.322-71
- Бийкоза — Горнбостель-Закс номер 321.322-71+111
- Вірґіналь — Горнбостель-Закс номер 314.122-6-8
- Грецька ліра — Горнбостель-Закс номер 321.2
- Гудок — Горнбостель-Закс номер 321.32-71
- Гуслі — Горнбостель-Закс номер 314.122-5
- Домра
- Квінтарна — Горнбостель-Закс номер 321.321-6
- Кіфара
- Клавікорд — Горнбостель-Закс номер 314.122-4-8
- Кобза — Горнбостель-Закс номер 321.32-5
- Кобза ладкова, кобза Павла Конопленка-Запорожця — Горнбостель-Закс номер 321.321-5+6
- Козобас — Горнбостель-Закс номер 321.322-71+111.2
- Контрабас — Горнбостель-Закс номер 321.322-71
- Ліра колісна — Горнбостель-Закс номер 312.322-72
- Псалтиріон — Горнбостель-Закс номер 314.122
- Серба
- Скрипка — Горнбостель-Закс номер 321.322-71
- Торбан — Горнбостель-Закс номер 314.122-4
- Цимбали — — Горнбостель-Закс номер 321.32-71
- Цитра — Горнбостель-Закс номер 314.122-6

## Ударні
- Батіг — Горнбостель-Закс номер 321.32-5:
- Барабан — Горнбостель-Закс номер 211.212.1:
- Барабан з тарілкою — Горнбостель-Закс номер 211.212.1 + 111.142:
- Беребениця — Горнбостель-Закс номер 232.11-92
- Било — Горнбостель-Закс номер 111.221
- Біка
- Вертушка
- Бочка
- Брязяльниця — Горнбостель-Закс номер 112.11
- Брязкальця
- Бубончик — Горнбостель-Закс номер 112.13
- Бубон — Горнбостель-Закс номер 211.311:
- Бубон з брязкальчями — Горнбостель-Закс номер 211.311 + 112.111:
- Бугай — Горнбостель-Закс номер 232.11-92
- Деркач
- Дзвін — Горнбостель-Закс номер 111.242.122
- Куцгелка
- Калатало — Горнбостель-Закс номер 111.242.122
- Качалка
- Клепач
- Кукурудзяна скрипка — Горнбостель-Закс номер 131.21
- Очеретяна цівка — Горнбостель-Закс номер 242—811
- Перетика на гребінці — Горнбостель-Закс номер 241—811
- Підкова — Горнбостель-Закс номер 111.21
- Рапач
- Рубал
- Рубел — Горнбостель-Закс номер 112.2
- Решето
- Тарабан
- Тарілка — Горнбостель-Закс номер 111.142
- Торохкатало — Горнбостель-Закс номер 111.11
- Трикутник — Горнбостель-Закс номер 111.211
- Трохкавка
- Тулумбас
- Затула

## Фотогалерея

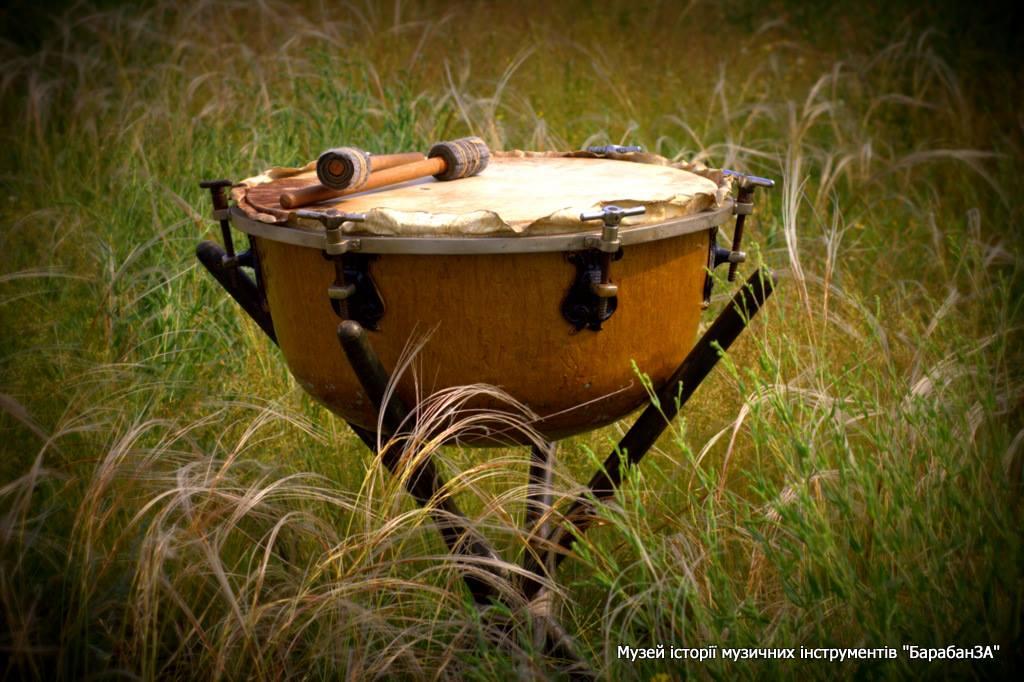
Запорозький Тулумбас

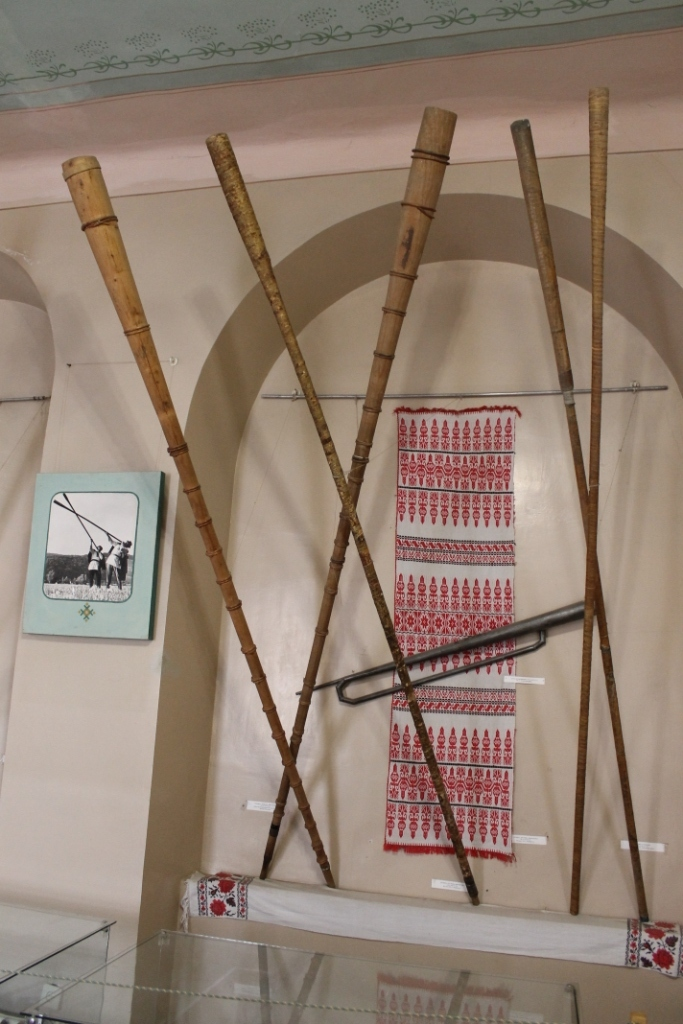
Трембіта
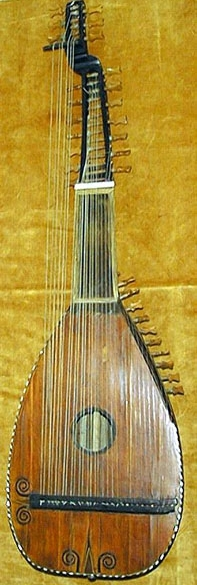
Торбан
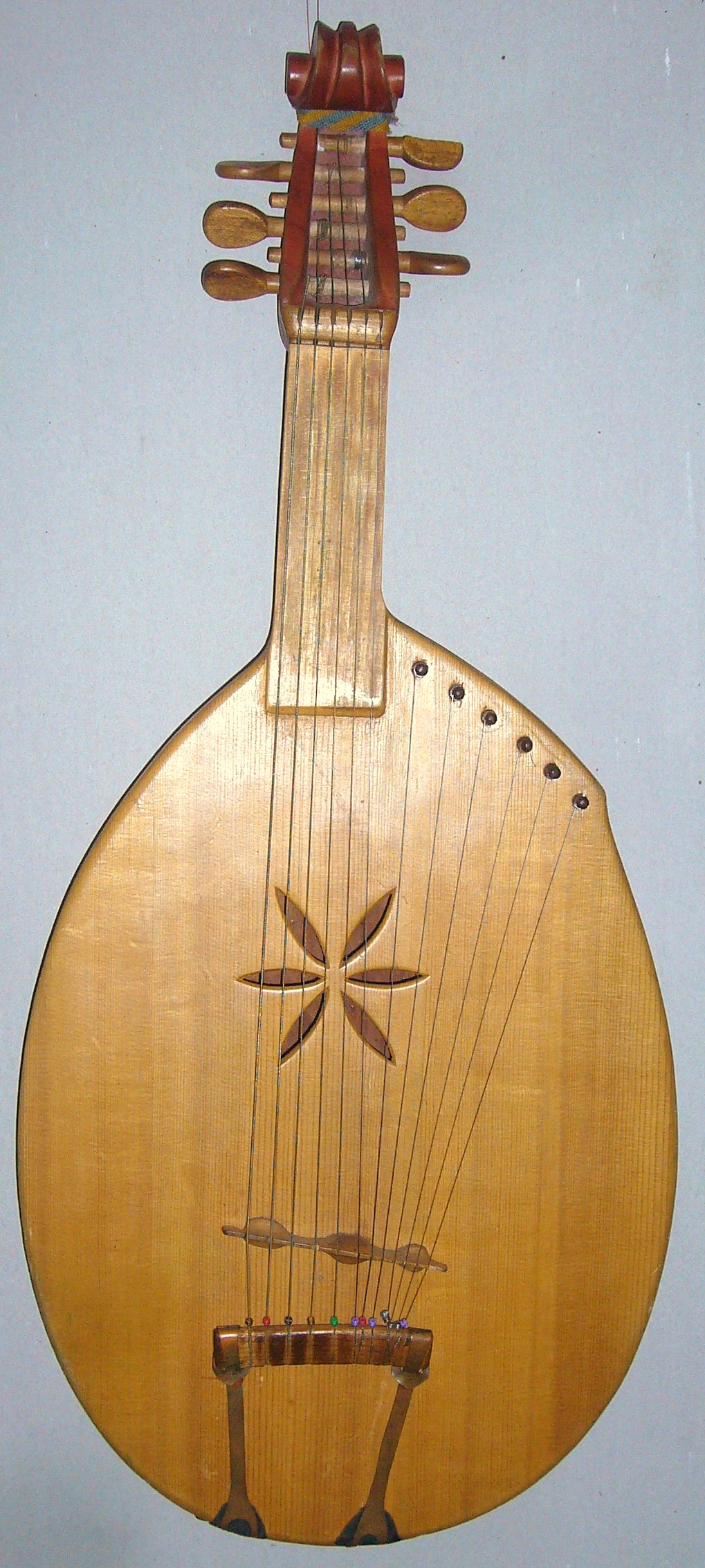
Кобза
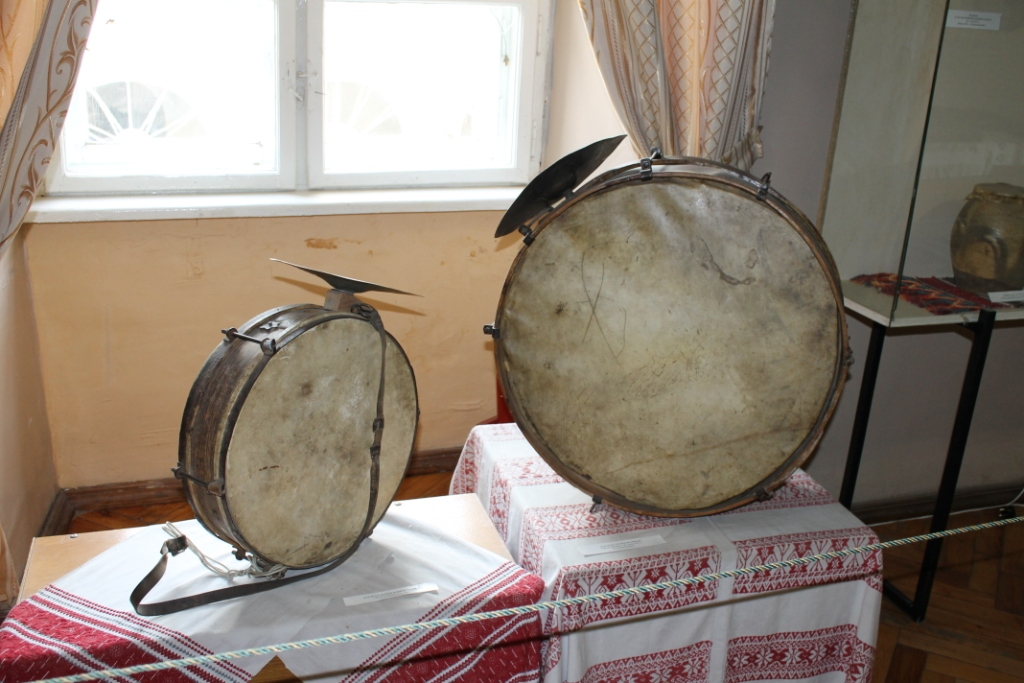
Барабан з тарілкою
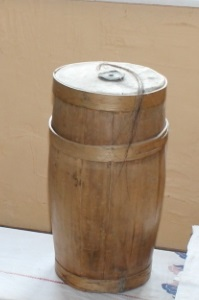
Бугай
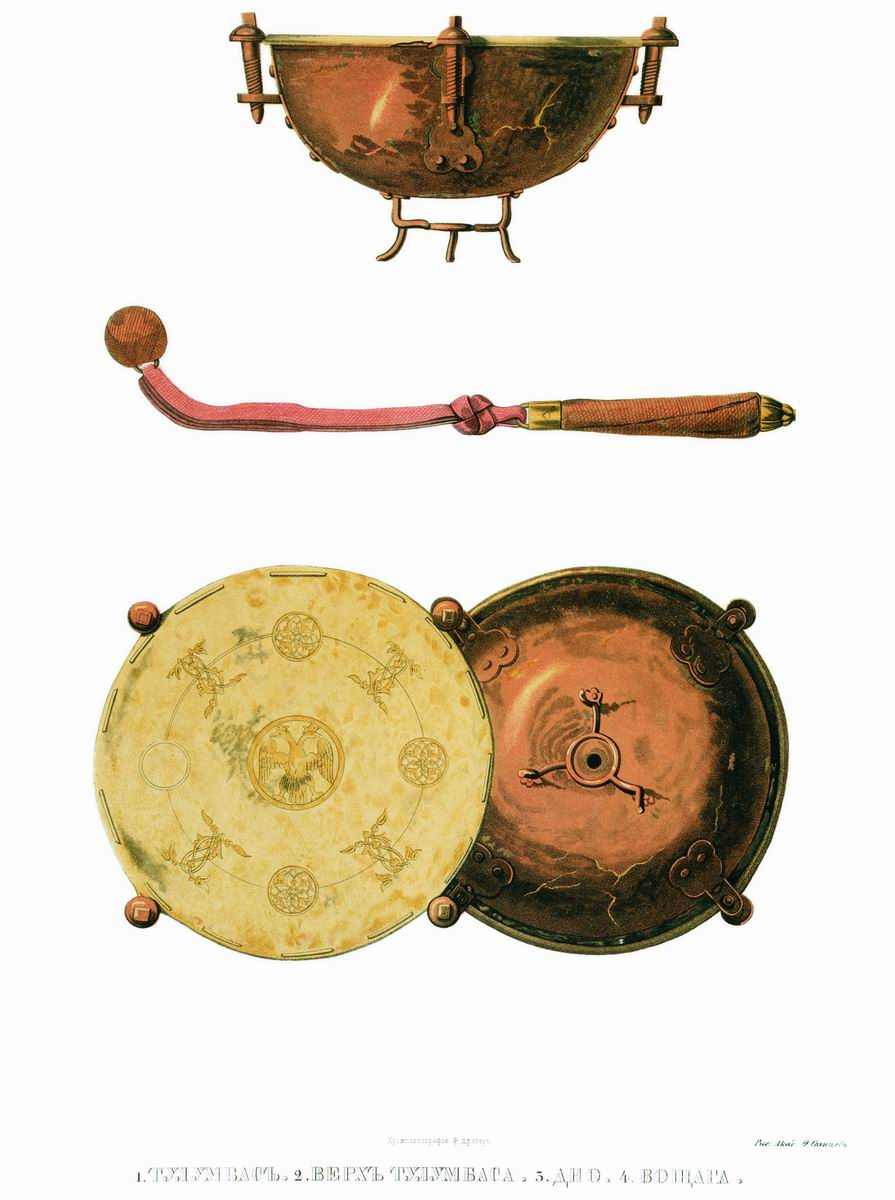
Тулумбас